# Jimena Riadigos
Jimena Soledad Riadigos (* 7. April 2000 in Mar del Plata) ist eine argentinische Handballspielerin, die insbesondere in der Variante Beachhandball erfolgreich ist.

## Werdegang
Jimena Riadigos studiert Lebensmittelwissenschaften. Sie spielt für ACHA de Mar del Plata (ACHA Handball) in Mar del Plata und spielt auf der zentralen Defensivposition sowie als Kreisläuferin. 2014 und 2016 wurden ihr staatliche Stipendien zuerkannt.
Als Juniorin gewann Riadigos 2015 mit ihrer Vereinsmannschaft ungeschlagen die Provinzmeisterschaft. Sie war zweitbeste Torschützin der Spielserie und wurde zur besten Spielerin auf ihrer Position gewählt.
Riadigos gehörte zunächst der Juniorennationalmannschaft Argentiniens im Beachhandball an. Mit dieser nahm sie 2016 an Turnieren in Venezuela und Paraguay teil. Im Jahr darauf spielte sie mit Argentinien bei den erstmals ausgetragenen Panamerikanischen Beachhandball-Juniorenmeisterschaften 2017 (U 17) teil und gewann mit ihrer Mannschaft den Titel. Riadigos war bei diesem Turnier Spielführerin der argentinischen Auswahl. Ein Jahr später waren die Olympischen Jugend-Sommerspiele 2018 in Buenos Aires in ihrer argentinischen Heimat der Saisonhöhepunkt. Beachhandball ersetzte erstmals Hallenhandball und war erstmals überhaupt olympisch. Schon während der Vorbereitung wirkte Riadigos bei drei der vier vorbereitenden Spielreisen nach Brasilien und bei einem Vorbereitungsturnier der U-19-Mannschaft sowie den A-Nationalmannschaften Argentiniens und Uruguays mit. Für die Vorbereitungszeit zog sie auch aus ihrem Heimatort Mar del Plata nach Buenos Aires, um ihre Teilnahmechance nicht zunichtezumachen. In der Vorrunde schlug man die Mannschaften aus der Türkei, aus Paraguay, Venezuela und Hongkong. Einzig das letzte Gruppenspiel, erneut gegen die Niederlande, ging verloren. Waren die Spiele in der Vorrunde immer eindeutige Angelegenheiten, wurden sie in der Hauptrunde enger, alle drei Spiele gingen ins Shootout. Nachdem man Kroatien geschlagen hatte, unterlag man dem Team aus Ungarn und gewann danach denkbar knapp gegen Taiwan. Als drittplatziertes Team der Hauptrunde traf man auf einen der beiden Angstgegner Ungarn. Obwohl die Ungarinnen in der Addition sogar einen Punkt mehr erzielt hatten, gewannen die Argentinierinnen ein hart umkämpftes Spiel glücklich im Shootout. Im Finale trafen die Argentinierinnen erneut auf Kroatien und besiegten diese mit 2-0 Sätzen. Riadigos gewann somit mit Argentinien die erste olympische Goldmedaille im Beachhandball.
Anders als der Großteil ihrer Kolleginnen aus der Juniorennationalmannschaft rückte Riadigos 2019 nicht sogleich in die Beachhandball-A-Nationalmannschaft Argentiniens auf. In Erscheinung trat sie hier bislang nur im 20 Spielerinnen umfassenden Kader im Vorfeld der Süd- und Mittelamerikanischen Beachhandballmeisterschaften 2019 in Maricá in Brasilien und der World Beach Games 2019 in Doha, Katar in Erscheinung.
Im Februar 2019 gewann Riadigos mit ihrer Mannschaft ACHA de Mar del Plata, zu der auch alle übrigen Goldmedaillengewinnerinnen der Olympischen Jugendspiele, Gisella Bonomi, Rosario Soto, Carolina Ponce, Fiorella Corimberto, Lucila Balsas, Belén Aizen, Zoe Turnes und Caterina Benedetti gehörten, den Titel bei der erstmals ausgetragenen argentinischen Beachhandball-Sommertour. Trainiert wurden sie von ihrer Trainerin in den argentinischen U-Nationalmannschaften Leticia Brunati.

## Erfolge
Panamerikanische Beachhandball-Juniorenmeisterschaften
- 2017: Gold

Panamerikanischen Handball-Juniorinnenmeisterschaften
- 2018: Bronze

Olympische Jugendspiele
- 2018: Gold

Argentinische Beachhandball-Sommertour
- 2019: Sieger